# Bolma opaoana
Bolma opaoana is een slakkensoort uit de familie van de Turbinidae. De wetenschappelijke naam van de soort is voor het eerst geldig gepubliceerd in 1983 door Bouchet & Métivier.